# Coffea homollei
Coffea homollei là một loài thực vật có hoa trong họ Thiến thảo. Loài này được J.-F.Leroy mô tả khoa học đầu tiên năm 1961.